# Henryk Wojtynek
Henryk Tomasz Wojtynek (ur. 23 marca 1950 w Katowicach) – polski hokeista grający na pozycji bramkarza, reprezentant kraju, olimpijczyk z Lake Placid 1980, trener.
Zawodnik klubu Naprzód Janów. W reprezentacji Polski rozegrał 131 spotkań. Uczestnik mistrzostw świata 1976, podczas których polska drużyna zajęła 7. miejsce. Występował również na igrzyskach olimpijskich 1980 w Lake Placid, gdzie reprezentacja Polski uplasowała się na 8. miejscu.